# Norman Hunter (piłkarz)
Norman Hunter (ur. 29 października 1943 w Eighton Banks, Gateshead, zm. 17 kwietnia 2020) – angielski piłkarz. Mistrz świata z 1966, uczestnik MŚ 1970, brązowy medalista Mistrzostw Europy 1968.

## Kariera
Był jednym z najlepszych graczy Leeds United w latach 60. i 70. XX wieku. W pierwszej drużynie zadebiutował w 1962. Partnerował Jackowi Charltonowi na środku obrony, ich współpraca trwała 10 lat. Z Leeds zdobył mistrzostwo Anglii (1969, 1974), Puchar Anglii (1972), Puchar Miast Targowych (1968, 1971). Inne jego osiągnięcia to: finalista Pucharu Anglii (1965, 1970, 1973), Puchar Ligi Angielskiej (1968), finalista Pucharu Europy (1975), półfinalista Pucharu Europy (1970), finalista Pucharu Zdobywców Pucharów (1973).
Hunter debiutował w reprezentacji Anglii w 1965, ale wobec znakomitej współpracy Jacka Charltona i Bobby’ego Moore’a nie miał dużych szans na grę. Był w składzie na MŚ 66, jednak nie zagrał w żadnym meczu.
W 1970 Hunter spędził część sezonu na leczeniu kontuzji, ale pomimo rozczarowującego sezonu był w kadrze Alfa Ramseya na mundial w 1970, z którego Anglia odpadła po porażce z RFN w ćwierćfinale po dogrywce 3:2.
Norman Hunter miał pseudonim kąsacz nóg. Był często nagradzany – fachowcy wybrali go najlepszym angielskim graczem 1974 w inauguracyjnej edycji tej nagrody.
W 1973 zmierzył się na Wembley z Polską w meczu eliminacji Mistrzostw Świata w 1974. Po jego błędzie i stracie piłki Polacy zdobyli bramkę. Wynik 1:1 spowodował, że Anglia odpadła z rywalizacji. Hunter był reprezentantem Anglii do 1975.
W 1975 Hunter pobił się z napastnikiem Derby County (i reprezentantem Anglii) Francisem Lee. Obaj zawodnicy zostali ukarani przez The Football Association.
W 1976 odszedł z Leeds i dołączył do Bristol City. Występował tam przez dwa sezony przed powrotem do Yorkshire, gdzie został grającym menedżerem Barnsley F.C. Później pracował w West Bromwich Albion i Leeds United. Stracił jednak posadę w Leeds wraz z przybyciem Howarda Wilkinsona, który reorganizował klub. Hunter zdecydował wówczas, że kończy karierę piłkarską i zajął się sprzedażą towarów sportowych i ubezpieczeń.
Znalazł zatrudnienie w stacji BBC, gdzie komentował mecze Leeds. W 2004 wydał swoją autobiografię zatytułowaną Biting Talk.
Zmarł 17 kwietnia 2020 w wyniku zachorowania na COVID-19.